# Hultsfreds Flygplats
Luchthaven Hultsfred is een regionale luchthaven in Hultsfred, Zweden. Het ligt ongeveer 5 km ten noorden van Hultsfred. Er gaat geen verkeer naar de stad. Wel is er een lokale vliegclub gevestigd.